# Первомайское сельское поселение (Кемеровская область)
Первома́йское се́льское поселе́ние — упразднённое муниципальное образование в Мариинском районе Кемеровской области. Административный центр — посёлок Первомайский.
С 1 июня 2021 года упразднено в связи с преобразованием района в Мариинский муниципальный округ.

## История
Первомайское сельское поселение образовано 17 декабря 2004 года в соответствии с Законом Кемеровской области № 104-ОЗ. 

## Население
| 2010 | 2011  | 2012 | 2013 | 2014 | 2015 | 2016 |
| ---- | ----- | ---- | ---- | ---- | ---- | ---- |
| 1001 | →1001 | ↘974 | ↘950 | ↘938 | ↗946 | ↘931 |
| 2017 | 2018  | 2019 | 2020 | 2021 |      |      |
| ↘921 | ↘903  | ↗910 | ↘900 | ↘518 |      |      |

## Состав
| № | Населённый пункт | Тип населённого пункта          | Население |
| - | ---------------- | ------------------------------- | --------- |
| 1 | 10-й разъезд     | посёлок                         | 10        |
| 2 | Константиновка   | деревня                         | ↘143      |
| 3 | Первомайский     | посёлок, административный центр | 751       |
| 4 | Чистопольский    | посёлок                         | 97        |